# Julien Hervé
Pour les articles homonymes, voir Hervé.
 (janvier 2019).
Si vous disposez d'ouvrages ou d'articles de référence ou si vous connaissez des sites web de qualité traitant du thème abordé ici, merci de compléter l'article en donnant les références utiles à sa vérifiabilité et en les liant à la section « Notes et références ».
Julien Hervé est un scénariste, producteur et réalisateur français.  
Né à Cholet, ses deux parents sont professeurs de sports. Après des études au collège Jeanne d'Arc et au lycée Sainte Marie à Cholet il obtient le diplôme de l'IEP Paris en 1997.  
Il est un auteur des Guignols de l'info sur Canal+ de septembre 2000 à juin 2015 avec Lionel Dutemple, Philippe Mechelen et Benjamin Morgaine. 
Il a aussi écrit Une minute avant toujours en compagnie de Lionel Dutemple, Philippe Mechelen et Benjamin Morgaine. 
Auteur pour Nulle Part Ailleurs de septembre 1999 à juin 2000, il est repéré, avec Lionel Dutemple et Ahmed Hamidi, par Bruno Gaccio, pour remplacer Alexandre Charlot et Franck Magnier, auteurs des Guignols sur le départ, pour la rentrée 2000.
En 2015, il est coscénariste du film Les Tuche 2 : le rêve américain. 
En 2017 il est coscénariste des Tuche 3. 
En 2018 il est coscénariste et coréalisateur du film Le Doudou avec Philippe Mechelen.
En 2018 il est co-auteur de l’adaptation française du Saturday Night Live (SNL) pour M6.
En 2020, il est coscénariste du film Astérix et Obélix : L’Empire du milieu. 
En 2020, il est coscénariste du film les Tuche 4. 
En 2022, il est scénariste et réalisateur du film Cocorico.

## Filmographie

### Scénariste
- 2016 : Les Tuche 2 : le rêve américain d'Olivier Baroux
- 2018 : Les Tuche 3  d'Olivier Baroux
- 2018 : Le Doudou de Philippe Mechelen et lui-même
- 2021 : Les Tuche 4  d'Olivier Baroux
- 2023 : Astérix et Obélix : L'Empire du Milieu de Guillaume Canet
- 2024 : Cocorico de lui-même
- 2025 : Les Tuche : God Save the Tuche de Jean-Paul Rouve

### Réalisateur
- 2018 : Le Doudou, coréalisé avec Philippe Mechelen
- 2024 : Cocorico